# Kaluđerovići
Kaluđerovići (cyr. Калуђеровићи) – wieś w Serbii, w okręgu zlatiborskim, w gminie Priboj. W 2011 roku liczyła 128 mieszkańców.